# Svetovni šahovski prvak
Spisek dvobojev za naslov svetovnega šahovskega prvaka. Zmagovalec je naveden prvi. (+ pomeni dobljene partije, - izgubljene in = neodločene partije)

## Neuradni dvoboji
- 1834 LaBourdonnais-McDonnell
- 1843 Staunton-St. Amant
- 1846 Staunton-Horwitz
- 1858 Morphy-Anderssen (+7 -2 =2)
- 1866 Steinitz-Anderssen (+8 -6 =0) ()

## Uradni dvoboji
- 1886 Steinitz-Zukertort (+10 -5 =1)
- 1889 Steinitz-Chigorin (+10 -6 =1)
- 1890/91 Steinitz-Gunsberg (+6 -4 =9)
- 1892 Steinitz-Čigorin (+10 -8 =5)
- 1894 Lasker-Steinitz (+10 -5 =4)
- 1896/97 Lasker-Steinitz (+10 -2 =5)
- 1907 Lasker-Marshall (+8 -0 =7)
- 1909 Lasker-Janowski (+7 -1 =2)
- 1910 Lasker-Schlechter (+1 -1 =8)
- 1910 Lasker-Janowski (+8 -0 =3)
- 1921 Capablanca-Lasker (+4 -0 =10)
- 1927 Aljehin-Capablanca (+6 -3 =25)
- 1929 Aljehin-Bogoljubov (+11 -5 =9)
- 1934 Aljehin-Bogoljubov (+8 -3 =15)
- 1935 Euwe-Aljehin (+9 -8 =13)
- 1937 Aljehin-Euwe (+10 -4 =11)

## Pod nadzoromFIDE
- 1948 Botvinik (turnir) (14/20, 5 igralcev, 5 iger po Bergerjevem sistemu) (FIDE)
- 1951 Botvinik-Bronstein (+5 -5 =14) (FIDE)
- 1954 Botvinik-Smislov (+7 -7 =10) (FIDE)
- 1957 Smislov-Botvinik (+6 -3 =13) (FIDE)
- 1958 Botvinik-Smislov (+7 -5 =11) (FIDE)
- 1960 Talj-Botvinik (+6 -2 =13) (FIDE)
- 1961 Botvinik-Talj (+10 -5 =6) (FIDE)
- 1963 Petrosjan-Botvinik (+5 -2 =15) (FIDE)
- 1966 Petrosjan-Spaski (+4 -3 =17) (FIDE)
- 1969 Spaski-Petrosjan (+6 -4 =13) (FIDE)
- 1972 Fischer-Spaski (+7 -3 =11) (FIDE)
- 1975 Karpov-Fischer (določeno) (FIDE)
- 1978 Karpov-Korčnoj (+6 -5 =21) (FIDE)
- 1981 Karpov-Korčnoj (+6 -2 =10) (FIDE)
- 1984 Karpov-Kasparov (+5 -3 =40) (FIDE)
- 1985 Kasparov-Karpov (+5 -3 =16) (FIDE)
- 1986 Kasparov-Karpov (+5 -4 =15) (FIDE)
- 1987 Kasparov-Karpov (+4 -4 =16) (FIDE)
- 1990 Kasparov-Karpov (+4 -3 =17) (FIDE)

## 1993 - 2006
Leta 1993 je FIDE odvzela Gariju Kasparovu naslov svetovnega prvaka zaradi neupoštevanja pravil. Istega leta je ustanovil Profesionalno šahovsko zvezo - PCA, od takrat se šahovski velemojstri potegujejo za naslov svetovnega prvaka FIDE in PCA.

### FIDE
- 1993 Anatolij Karpov-Timman (+5 -2 =14)
- 1998 Karpov-Višvanatan Anand (+2 -2 =2)
- 1999 Aleksander Halifman-Vladimir Akopjan (+2 -1 =3)
- 2000 Višvanatan Anand - Aleksej Širov (+3 -0 =1)
- 2002 Ruslan Ponomarjov - Vasilij Ivančuk (+2 -0 =5)
- 2004 Rustam Kasimdžanov - Michael Adams (+3 -2 =3)
- 2005 Veselin Topalov (Svetovno šahovsko prvenstvo 2005)

### PCA
- 1993 Gari Kasparov-Nigel Short (+6 -1 =13) (PCA)
- 1995 Kasparov-Višvanatan Anand (+4 -1 =13) (PCA)
- 2000 Vladimir Kramnik - Kasparov (+2 -0 =13) (Braingames)
- 2004 Vladimir Kramnik - Peter Leko  (+7 -7)

### Neodvisno
- 1992 Bobby Fischer-Boris Spaski (+10 -5 =15) (Sveti Štefan, Jugoslavija)

## Po združitvi
- 2006 Vladimir Kramnik - Veselin Topalov (9,5 : 8,5)
- 2007 Višvanatan Anand - Turnir, Mexico 2007
- 2010 Višvanatan Anand - Veselin Topalov (6,5 : 5,5) - Sofija
- 2013 Magnus Carlsen
- 2023 Ding Liren